# Baeonectes ochotensis
Baeonectes ochotensis is een pissebed uit de familie Munnopsidae. De wetenschappelijke naam van de soort is voor het eerst geldig gepubliceerd in 1979 door Kussakin.